# دوري أندورا الممتاز 2004–05
دوري أندورا الممتاز 2004–05 هو الموسم 10 من  دوري أندورا الممتاز. أقيم خلال الفترة 19 سبتمبر 2004 وحتى 1 مايو 2005، والذي يشرف على تنظيمه اتحاد أندورا لكرة القدم، وكان عدد الأندية المشاركة فيه  8، وفاز فيه سانت جوليا.